# Taxa de fallada

La funció de fallades "corba de la banyera" (blava, línia sòlida superior) és una combinació d'un risc decreixent de fallada primerenca (línia de punts vermella) i un risc creixent de fallada per desgast (línia de punts grocs), a més d'un risc constant de fallada aleatòria (verd, línia sòlida inferior).

La taxa de fallada és la freqüència amb què falla un sistema o component dissenyat, expressada en fallades per unitat de temps. Normalment es denota amb la lletra grega λ (lambda) i s'utilitza sovint en enginyeria de fiabilitat.
La taxa de fallada d'un sistema normalment depèn del temps, amb la taxa de variació al llarg del cicle de vida del sistema. Per exemple, la taxa de fallades d'un automòbil en el seu cinquè any de servei pot ser moltes vegades més gran que la seva taxa de fallades durant el seu primer any de servei. No s'espera substituir un tub d'escapament, revisar els frens o tenir problemes de transmissió importants en un vehicle nou.

Funció de perill representat per a una selecció de distribucions logístiques.

A la pràctica, sovint s'informa del temps mitjà entre fallades (MTBF, 1/λ) en lloc de la taxa de fallades. Això és vàlid i útil si la taxa de fallada es pot suposar constant, sovint s'utilitza per a unitats/sistemes complexos, electrònica, i és un acord general en alguns estàndards de fiabilitat (militars i aeroespacials). En aquest cas només es refereix a la regió plana de la corba de la banyera, que també s'anomena "període de vida útil". Per això, és incorrecte extrapolar MTBF per donar una estimació de la vida útil d'un component, que normalment serà molt inferior a la suggerida per l'MTBF a causa de les taxes de fallada molt més altes en el "desgast al final de la vida útil". part de la "corba de la banyera".

Funcions de densitat de fallada exponencial. Cadascun d'ells té una funció de perill constant (diferent).

El motiu de l'ús preferit dels números MTBF és que l'ús de números positius grans (com ara 2000 hores) és més intuïtiu i més fàcil de recordar que els números molt petits (com ara 0,0005 per hora).
L'MTBF és un paràmetre important del sistema en sistemes on cal gestionar la taxa de fallades, en particular per als sistemes de seguretat. L'MTBF apareix amb freqüència en els requisits de disseny d'enginyeria i regula la freqüència de manteniment i inspeccions necessàries del sistema. En processos especials anomenats processos de renovació, on el temps per recuperar-se de la fallada es pot descuidar i la probabilitat de fallada es manté constant respecte al temps, la taxa de fallada és simplement la inversa multiplicativa del MTBF (1/λ).
Una relació similar que s'utilitza a les indústries del transport, especialment en ferrocarrils i camions, és la "distància mitjana entre fallades", una variació que intenta correlacionar les distàncies de càrrega reals amb necessitats i pràctiques de fiabilitat similars.
Les taxes de fallada són factors importants en les indústries d'assegurances, finances, comerç i regulació i fonamentals per al disseny de sistemes segurs en una àmplia varietat d'aplicacions.

## Dades de taxa de fracàs
Les dades de la taxa de fracàs es poden obtenir de diverses maneres. Els mitjans més comuns són:
Estimació
A partir d'informes de taxa de fracàs de camp, es poden utilitzar tècniques d'anàlisi estadística per estimar les taxes de fallada. Per obtenir taxes de fallada precises, l'analista ha de tenir una bona comprensió del funcionament de l'equip, els procediments per a la recollida de dades, les variables ambientals clau que afecten les taxes de fallada, com s'utilitza l'equip a nivell del sistema i com les dades de fallada seran utilitzades pels dissenyadors del sistema.
Dades històriques sobre el dispositiu o sistema considerat
Moltes organitzacions mantenen bases de dades internes d'informació de fallades dels dispositius o sistemes que produeixen, que es poden utilitzar per calcular les taxes de fallada d'aquests dispositius o sistemes. Per a dispositius o sistemes nous, les dades històriques de dispositius o sistemes similars poden servir com a estimació útil.
Dades de la taxa de fracàs governamentals i comercials
Els manuals de dades de taxa de fallades per a diversos components estan disponibles de fonts governamentals i comercials. MIL-HDBK-217F, Predicció de fiabilitat d'equips electrònics, és un estàndard militar que proporciona dades de taxa de fallades per a molts components electrònics militars. Hi ha diverses fonts de dades de taxa de fallades disponibles comercialment que se centren en components comercials, inclosos alguns components no electrònics.
Predicció
El retard és un dels greus inconvenients de totes les estimacions de la taxa de fallada. Sovint, quan les dades de la taxa de fallades estan disponibles, els dispositius objecte d'estudi ja han quedat obsolets. A causa d'aquest inconvenient, s'han desenvolupat mètodes de predicció de la taxa de fallades. Aquests mètodes es poden utilitzar en dispositius de nou disseny per predir les taxes de fallada i els modes de fallada del dispositiu. S'han conegut dos enfocaments, Cycle Testing i FMEDA.
Prova de vida
La font de dades més precisa és provar mostres dels dispositius o sistemes reals per generar dades de fallades. Això sovint és prohibitiu o poc pràctic, de manera que sovint s'utilitzen les fonts de dades anteriors.
Prova de cicle
El moviment mecànic és el mecanisme de fallada predominant que fa que els dispositius mecànics i electromecànics es desgastin. Per a molts dispositius, el punt de fallada de desgast es mesura pel nombre de cicles realitzats abans que el dispositiu falli i es pot descobrir mitjançant proves de cicle. En les proves de cicle, es fa un cicle d'un dispositiu tan ràpidament com sigui pràctic fins que falla. Quan es prova una col·lecció d'aquests dispositius, la prova s'executarà fins que el 10% de les unitats fallin de manera perillosa.
FMEDA
Anàlisi de modes, efectes i diagnòstic de fallada (FMEDA) és una tècnica d'anàlisi sistemàtica per obtenir taxes de fallada a nivell de subsistema/producte, modes de fallada i força del disseny. La tècnica FMEDA considera: